# Ole Edgren
Ole Kristian Edgren, född 12 maj 1898 i Jyväskylä, död 18 februari 1962 i Åbo, var en finländsk dirigent och tonsättare. 
Edgren var 1937–1941 dirigent för Björneborgs stadsorkester och 1941–1962 för Åbo stadsorkester. Han gästdirigerade i Skandinavien och Tyskland samt komponerade violin-, piano- och orkesterstycken.